# Mick Tingelhoff
Henry Michael Tingelhoff (Lexington, Nebraska, Estados Unidos; 22 de mayo de 1940-Lakeville, Minnesota, Estados Unidos; 11 de septiembre de 2021) fue un jugador profesional de fútbol americano. Jugaba en la posición de center y desarrolló toda su carrera en los Minnesota Vikings de la National Football League (NFL).

## Carrera

### Universidad
Asistió a la Universidad de Nebraska-Lincoln. Se convirtió en titular hasta su temporada sénior en 1961. Mick fue co-capitán de ese equipo de 1961, que tuvo su mayor salida ofensiva en más de cinco temporadas. Tingelhoff participó en el Senior Bowl en Mobile, Alabama y en el All-American Bowl después de que terminó la temporada regular.

### NFL

#### Minnesota Vikings
Después de graduarse de Nebraska, se presentó al Draft de la NFL de 1962, pero no fue seleccionado. Sin embargo, ese mismo año firmó con los Minnesota Vikings como agente libre. Se convirtió en su center titular durante su temporada de novato y ocupó ese puesto hasta que se retiró en 1978. Fue una selección All-Pro del Primer Equipo de la AP por primera de cinco veces en 1964 y también comenzó una racha de seis apariciones consecutivas al Pro Bowl (1964–1969) esa temporada. En 1967, fue nombrado Primer Equipo All-Pro por Newspaper Enterprise Association y UPI y Segundo Equipo All-Pro por AP. En 1969, fue nombrado Mejor Lineman Ofensivo del Año de la NFL por el 1,000 Yard Club en Columbus, Ohio. En 1970, fue nombrado Primer Equipo All-Pro por la PFWA y Pro Football Weekly. También fue nombrado Segundo Equipo All-Pro por Newspaper Enterprise Association. Fue nombrado Primer Equipo All-NFC para esa temporada por la AP. Tingelhoff fue uno de los 11 jugadores que jugó en las cuatro apariciones de los Vikings en el Super Bowl en la década de 1970 y, en general, se lo considera el mejor centro de su época. En el momento de su retiro, había sido titular en la segunda mayor cantidad de juegos consecutivos (240 juegos) en la historia de la NFL detrás de su compañero de equipo Jim Marshall (270). Fue incluido en el Anillo de Honor de los Vikings en 2001 y la franquicia ha retirado su número 53. 
Fue elegido para el Salón de la Fama del Fútbol Americano Profesional en 2015. En 2011, Tinglehoff fue nombrado ganador de ese año del premio Gerald R. Ford Legends. El premio le fue entregado durante el 12.º banquete anual de presentación del trofeo Rimington el sábado 14 de enero de 2012 en el Rococo Theatre en Lincoln, Nebraska.